# 美国破产法第十五章
美国法典11卷15章（Chapter 15 Petition），是《美国破产法》中与管辖权相关的章节。
根据美国破产法15章，一个美国之外的企业法人可以通过其委托代表在美国的法院系统申请有关破产流程。该章节允许美国的诸法院于外国诸法院和其他外国权威机构进行合作以处理跨境的破产案件。第15章的规定适用于联邦受托人，其是美國司法部長任命的官员。他的职能为担任原由破产法官担任的指定、监督破产受托人的任务。同时，他也能在第7章、第13章程序中担任破产受托人，但不能在第11章程序中担任破产受托人。

## 案例
- 2021年2月5日，瑞幸咖啡根据美国破产法第15章，向纽约南区破产法院，申请破产保护[2][3]。
- 2021年2月5日，嘉鲁达印尼航空根据美国破产法第15章，向纽约南区破产法院，申请破产保护[4]。

- 2023年9月18日，融创中国宣布就美元债务重组向美国纽约南区联邦地区法院申请破产保护。[5]